# Mroczki (powiat łomżyński)
Mroczki – wieś w Polsce położona w województwie podlaskim, w powiecie łomżyńskim, w gminie Przytuły.
Wierni kościoła rzymskokatolickiego należą do parafii Krzyża Świętego w Przytułach.

## Historia
W latach 1921–1939 wieś leżała w województwie białostockim, w powiecie kolneńskim (od 1932 w powiecie łomżyńskim), w gminie Przytuły.
Według Powszechnego Spisu Ludności z 1921 roku zamieszkiwały tu 92 osoby w 18 budynkach mieszkalnych. Miejscowość należała do miejscowej parafii rzymskokatolickiej w m. Przytuły. Podlegała pod Sąd Grodzki w Stawiskach i Okręgowy w Łomży; właściwy urząd pocztowy mieścił się w m. Jedwabne.
W latach 1975–1998 miejscowość należała administracyjnie do województwa łomżyńskiego.
W Mroczkach urodził się legionista z roku 1914 - Franciszek Karwowski. Uczestnik walk o wolność Polski. 